# Spoorlijn Bochum Nord - Bochum-Weitmar
De spoorlijn Bochum Nord - Bochum-Weitmar was een Duitse spoorlijn en was als spoorlijn 2155 onder beheer van DB Netze.

## Geschiedenis
De lijn werd door de Preußische Staatseisenbahnen in twee gedeelten geopend:
- Bochum Nord - Wiemelhausen: 1 november 1883
- Wiemelhausen - Bochum-Weitmar: 1 januari 1884

In 1945 is het personenvervoer opgeheven op de lijn. Goederenvervoer heeft plaatsgevonden tot 1999, hierna is de lijn opgebroken.

## Aansluitingen
In de volgende plaatsen is of was er een aansluiting op de volgende spoorlijnen:
Bochum Nord
DB 2151, spoorlijn tussen Bochum Präsident en Dortmund aansluiting Flm
DB 2505, spoorlijn tussen Krefeld en Bochum
Bochum-Weitmar
DB 2165, spoorlijn tussen Essen-Überruhr en Bochum-Langendreer